# Tetrosomus
Tetrosomus – rodzaj morskich ryb rozdymkokształtnych z rodziny kosterowatych.

## Klasyfikacja
Gatunki zaliczane do tego rodzaju:

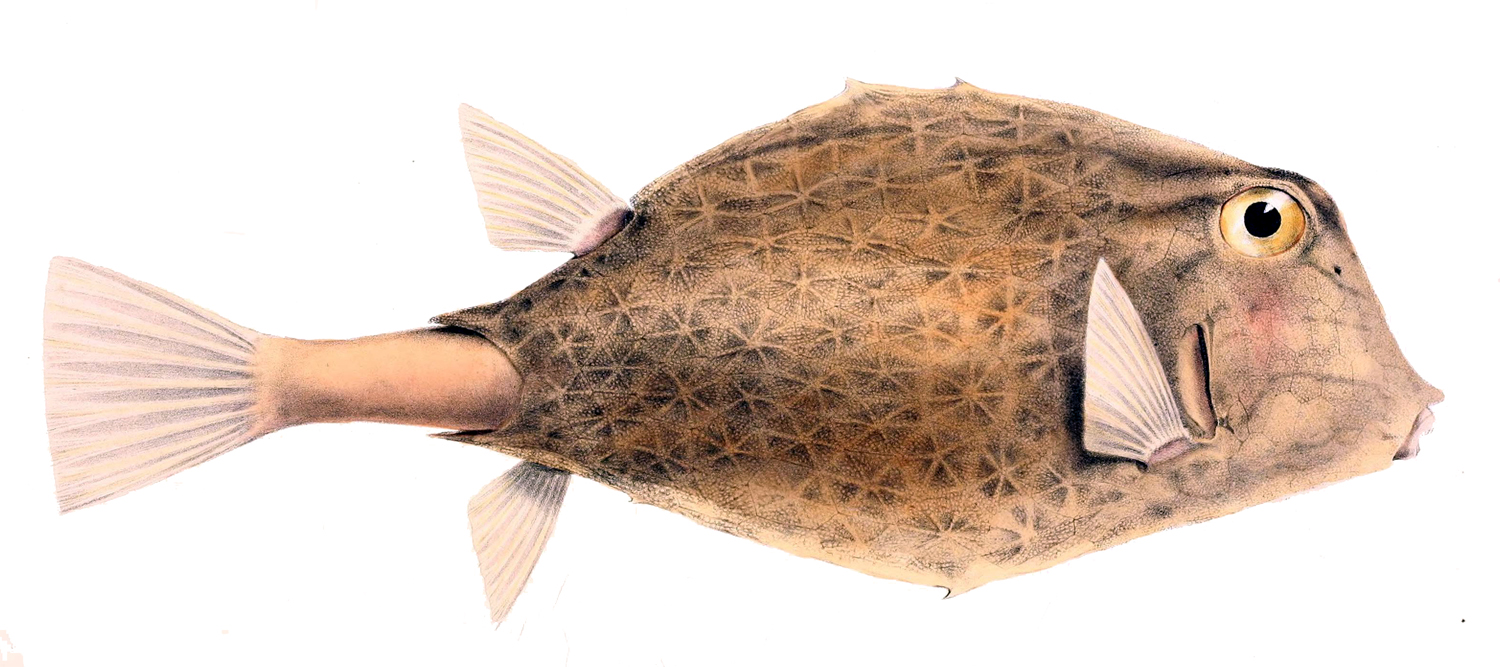
Tetrosomus concatenatus
- Tetrosomus gibbosus – kostera piramidalna[potrzebny przypis]
- Tetrosomus reipublicae
- Tetrosomus stellifer

- Tetrosomus stellifer